# Sint-Filippus- en Jacobuskerk (Altötting)
De Stadsparochiekerk H.H. Filippus- en Jacobus (Duits: St. Philipp und Jakob) is een laatgotische hallenkerk in het Beierse bedevaartsoord Altötting.

## Geschiedenis
Mogelijk stond ten tijde van het Agilolfingische hertogdom reeds een kerk op deze plek. Met zekerheid is wel vastgesteld dat koning Carloman hier in 876 een stiftskerk stichtte. De koning werd enkele jaren later in de kerk begraven en zijn zerk ligt nog altijd voor het middenaltaar met de tekst ic iacent ossa Carlomani regis obiit DCCCLXXX (hier liggen de beenderen van koning Carloman gestorven in 880). De kerk van Carloman werd in het begin van de 10e eeuw tijdens een van de vele Hongaarse invallen verwoest. In opdracht van hertog Lodewijk de Kelheimer werd in 1228 begonnen met de bouw van een twee torens tellende romaanse basiliek en een koorherenstift. Het omvangrijke grondbezit van het stift werd in het kader van de secularisatie in 1803 onteigend. De talrijke parochies die toen onder het stift vielen werden verzelfstandigd.

## Huidige kerk
De huidige kerk is in ieder geval de derde kerk (mogelijk de vierde) op deze plaats. Tien jaar nadat Altötting in 1489 een bedevaartsplek werd moest wegens de steeds grotere stroom pelgrims een nieuwe kerk worden gebouwd. Tussen de jaren 1499 en 1511 ontstond de laatst gebouwde gotische hallenkerk van Zuid-Duitsland. De bouwmeesters van de kerk waren Jörg Perger en Ulrich Häntler. Naast de kerk werd de woning van de proost aangebouwd.

## Inrichting
Van de oorspronkelijke gotische inrichting is weinig meer over. Het noordelijk en zuidelijk portaal zijn met reliëfs gedecoreerd uit het begin van de 16e eeuw. De portaalbeelden zijn door een onbekende meester gemaakt. Ook dateert uit de gotische periode een crucifix aan de noordelijke muur van het presbyterium. De rest van de gotische inrichting, waaronder alle altaren en het koorgestoelte, werd tijdens een classicistische herinrichting in 1790 verwijderd. Uit deze periode dateert het hoogaltaar (met een schilderij voorstellende Maria, Hulp der Christenheid van Johann Jakob Dorner uit 1796, met aan weerszijden de iets oudere beelden van de heilige Rupert en Sint-Sebastiaan) en de achterste zijaltaren alsmede het koorgestoelte. De beide voorste zijaltaren (Sint-Nepomuk en Sint-Florianus) zijn fraaie rococo werken.
Binnen bevindt zich bij het noordelijk portaal een ongeveer zeven meter hoge klok uit 1724 om de gelovigen te herinneren aan de oorlogen en pestuitbraken in de 17e eeuw. Boven de klok staat de Tod von Altötting, een mechanische Magere Hein van circa 50 cm die met zijn zeis heen en weer slingert. Volgens de legende sterft er met elke slinger van de zeis ergens een mens.
Op 11 september 2006 opende paus Benedictus XVI bij zijn bezoek in Altötting de aanbiddingskapel in de voormalige schatkamer. Aan de zuidzijde van de kerk bevindt zich de kruisgang, naast de vele gedenkstenen heeft zijn er vier kapellen ondergebracht. De bekendste is de Tilly-kapel, waar Johan t'Serclaes van Tilly met enige verwanten liggen begraven. De Tilly-kapel heeft enkele bezienswaardige gebrandschilderde ramen uit de 15e eeuw. Op de bovenverdieping bevindt zich de Lijdenskapel en de barokke Sebastiaankapel (gebouwd in 1670 door Domenico Zuccali).

## Maten
- Lengte: 52 meter
- Breedte: 18 meter
- Hoogte middenschip 13 meter
- Hoogte torens: 48 meter.

## Orgel
Het hoofdorgel werd in het jaar 2000 door de orgelbouwer Thomas Jann gebouwd. Het instrument heeft 49 registers verdeeld over drie manualen en pedaal. De beschilderde rococo orgelkas dateert uit 1724.

## Afbeeldingen

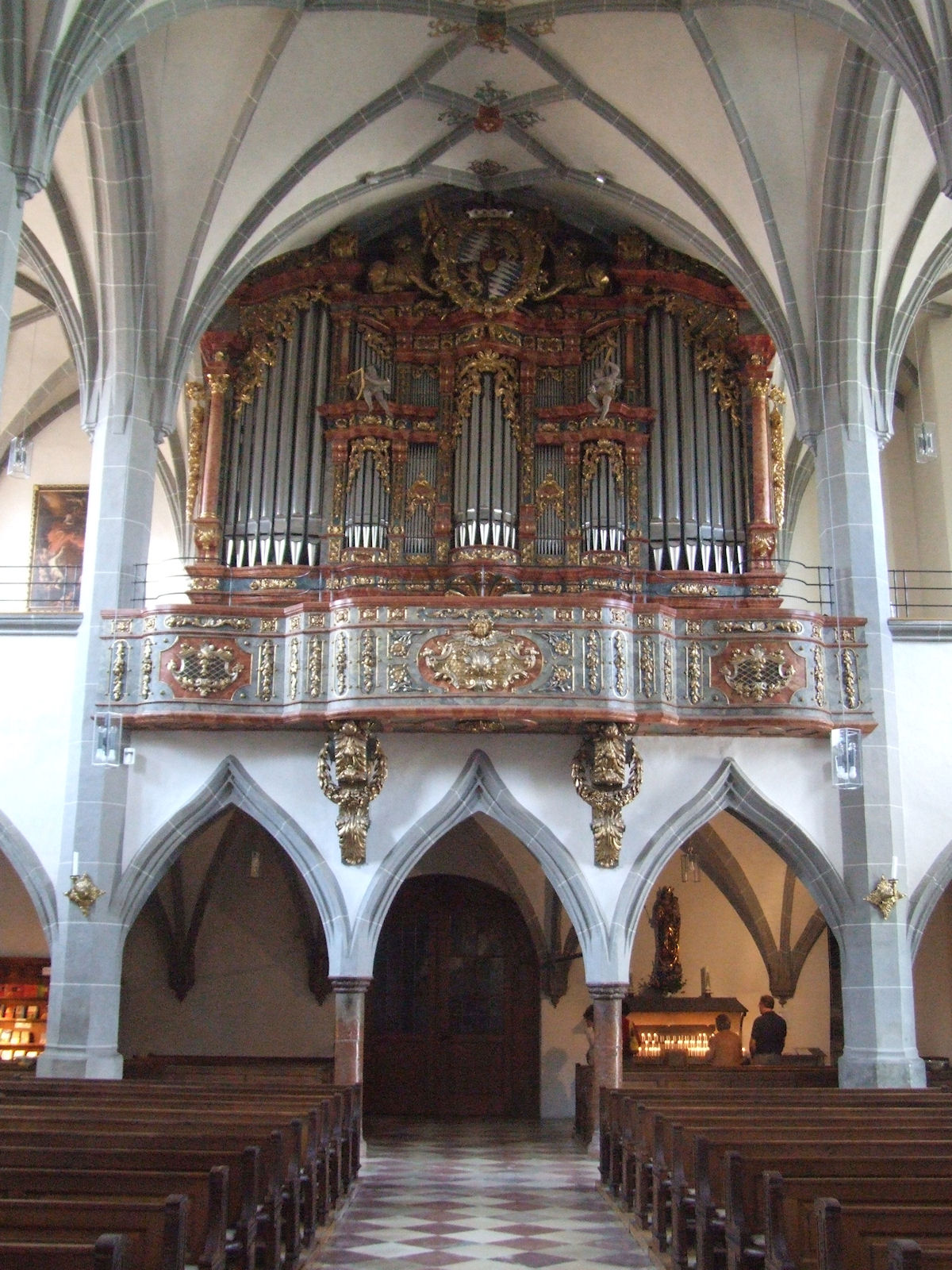
Orgel
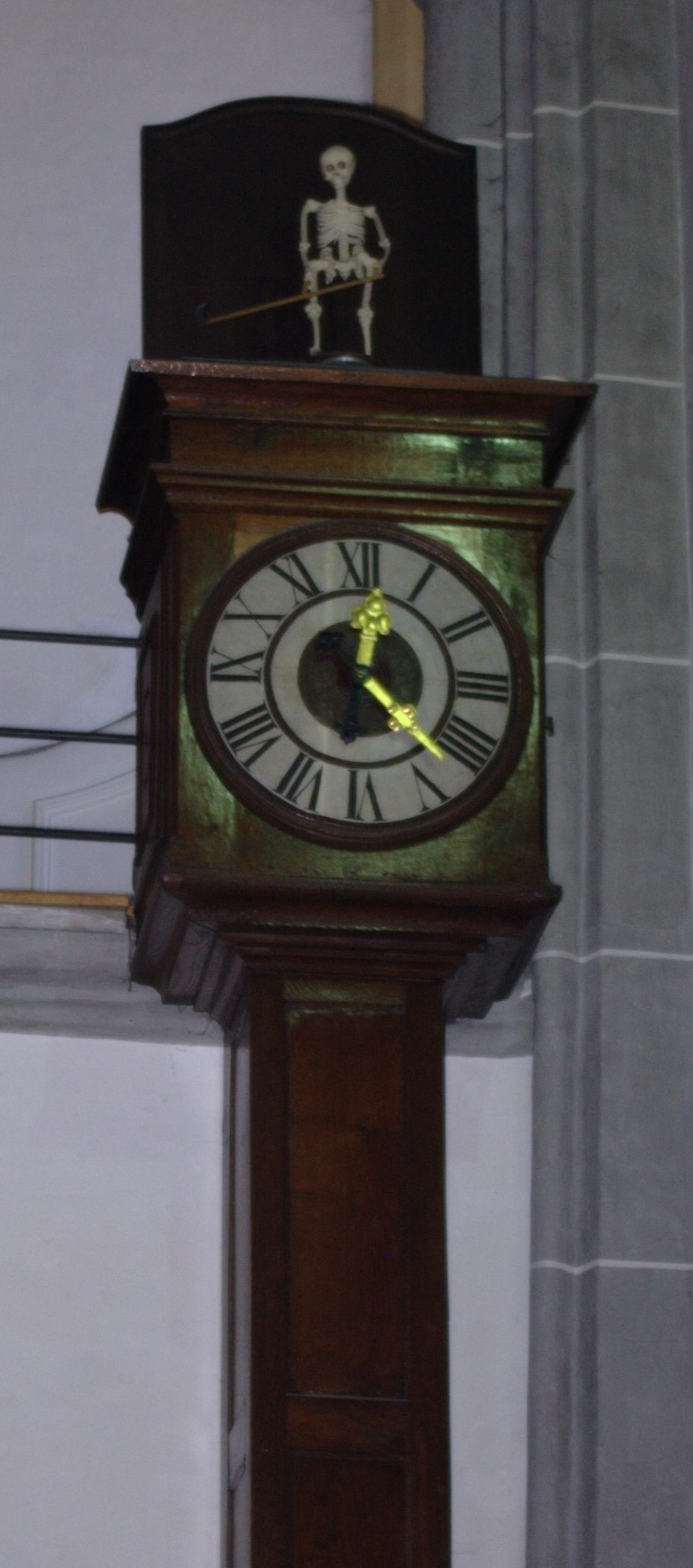
Tod von Altötting
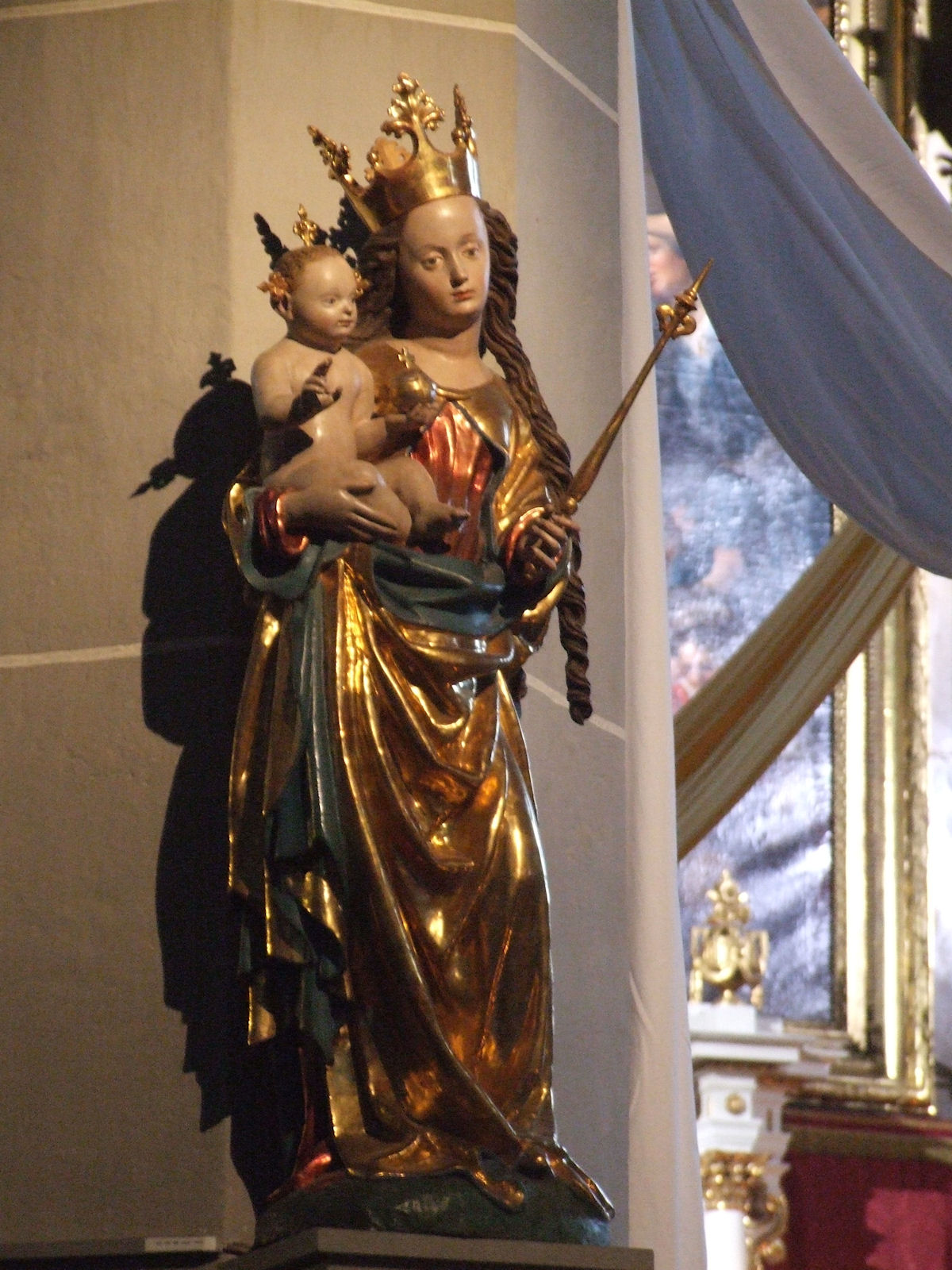
Madonna
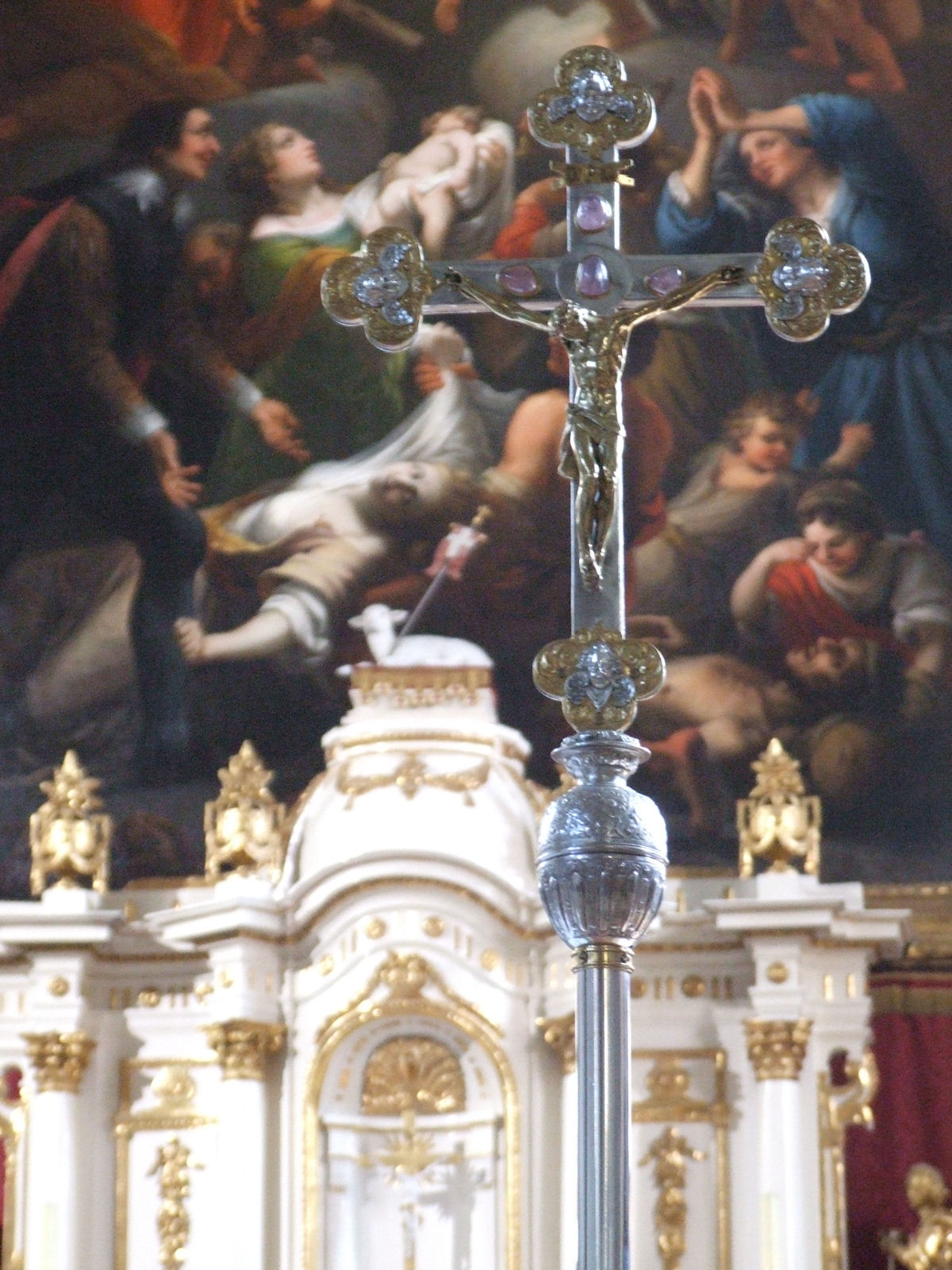
Processiekruis